# Sajmajl
Sajmajl (arab. سيميل, Saymayl; kurd. سێمێل, Sêmêl) – miasto w północnym Iraku (Kurdystan), w muhafazie Dahuk. W 2009 roku liczyło ok. 59 tys. mieszkańców.